# Kiyokazu Chiba
Kiyokazu Chiba (千葉きよかず or 千葉潔和 Chiba Kiyokazu?) es un mangaka japonés nacido el 16 de abril de 1961 en Gotenbashi (Prefectura de Fukuoka, Japón). En 1981 Kiyokazu Chiba trabajó como asistente de Motoka Murakami, y en el año 1988 ganó el premio de la revista Young Jump, el "Rookie del Año". En el mismo año, en la revista Shōnen Sunday, hizo su debut su serie llamada Akai Pegasus II Sho, la secuela de la serie su maestro, Motoka Murakami, Akai Pegasus. Akai Pegasus fue estrenado originalmente en los años 70. En el comienzo de su carrera firmaba su nombre con kanjis pero luego lo cambió a hiragana. 

## Trabajos
(Escritos bajo el nombre de Kiyokazu Chiba (千葉きよかず?) (hiragana)
- Akai Pegasus II Sho (赤いペガサスII・翔?) (escrito por Motoka Murakami)
- Dancing Thunder (ダンシングサンダー?)
- Mari no Emono (マリーの獲物?)
- Magnitude (マグニチュード?) (escrito por Kazuya Kudou)
- Kitsune-bi (狐火?)
- DAT 13 (escrito por Kaoru Shintani)
- Battle Freaks (バトルフリークス?) (escrito por Konasu Akane)

(Escritos bajo el nombre de Kiyokazu Chiba (千葉潔和?) (kanji)
- Rose Densetsu (ローズ伝説?) (escrito por  Shinichi Ishihara)
- Knight - Kishi no Shougou (ナイト―騎士の称号?) (escrito por Yasushi Matsuda)
- ODAMARI
- Ryuuko (龍子?)
- Mask (マスク?) (escrito por  Osamu Ichino)
- Gyokyu Shojo (剛球少女?) (escrito por  Seiichi Tanaka)
- Honoo to Koori (炎と氷?) (escrito por  Fuyuki Shindou)
- Splash!! (スプラッシュ!! ?) (escrito por  Yasushi Matsuda)
- Nihonjuu Kuni Kaisen (日本中国開戦?) (escrito por  Yukio Kiyasu)
- Lady Eagle (レディイーグル?) (escrito por Sho Narumi)